# كريم عبد الرزاق
كريم عبد الرزاق (بالإنجليزية: Karim Abdul Razak)‏، لاعب كرة قدم غاني.
لعب مع نادي أسانتي كوتوكو منذ عام 1975، وفي عام 1979 انتقل إلى نادي نيويورك كوزموس الأمريكي، ولعب مع عدد من أساطير الكرة مثل بيليه ويوهان كرويف وفرانز بكنباور، وفي عام 1981 عاد إلى غانا ولعب مع نادي أسانتي كوتوكو مرة أخرى، وفي عام 1982 انتقل إلى نادي العين الإماراتي، وأصبح لاعبا ومدربا في نفس الوقت، وفي عام 1984 انتقل إلى نادي المقاولون العرب المصري، وفي عام 1986 انتقل إلى نادي أسانتي كوتوكو مرة أخرى، وفي عام 1990 انتقل إلى نادي أفريكا سبورتس في ساحل العاج، وأعتزل كرة القدم معهم في عام 1992.
و قد أتجه إلى التدريب بعد اعتزاله اللعب، ودرب العديد من أندية توغو، قبل أن يدرب نادي نادي دراغونز دي أوميه البنيني، وفي عام 2000 أصبح مساعدا لمدرب منتخب غانا لكرة القدم لفترة قصيرة.
و قد أختير أفضل لاعب في أفريقيا في عام 1978.

## روابط خارجية
- كريم عبد الرزاق على موقع قاعدة بيانات كرة القدم.إي يو (الإنجليزية)
- كريم عبد الرزاق على موقع ناشيونال فوتبول تيمز (الإنجليزية)